# Belen (Turchia)
Belen, Beylan o Beilan è una città nella provincia di Hatay in Turchia, capoluogo dell'omonimo distretto. 

## Il passo di Belen
Nei pressi della città sta il Passo di Belen, usato per secoli come passaggio per invasioni dall'Anatolia alla Siria e viceversa. Il passo permette il passaggio dalla costa mediterranea di Alessandretta alle rive del fiume Karasu e dell'Oronte ad Antiochia, capoluogo della provincia, quindi nella Repubblica di Siria.